# 林田洋二
林田洋二（はやしだ ようじ、1949年（昭和24年）12月24日 - ）は日本の実業家、銀行家。宮崎太陽銀行の代表取締役頭取、および会長を務めた。

## 来歴・人物
宮崎県高原町出身で千葉商科大学商経学部卒業。1973年に宮崎相互銀行（現在の宮崎太陽銀行）に入行し、経営企画部長や総務部長、執行役員、1996年に設立された子会社・宮崎太陽キャピタルの常務取締役などを歴任した。
2004年に宮崎太陽銀行の取締役となり、2008年には常勤監査役に就任する。その後、専務取締役に選任されて2013年に代表取締役専務、2016年に川崎新一の後任として代表取締役頭取に就任。2024年に役員改選に伴い代表取締役会長就任。

## 経歴
- 1973年（昭和48年）
  - 4月：宮崎相互銀行（現宮崎太陽銀行）入行
- 1986年（昭和61年）
  - 9月：同行審査部部長代理
- 1988年（昭和63年）
  - 10月：同行外国部部長代理
- 1995年（平成7年）
  - 4月：宮崎太陽銀行国際部部長代理、貿易相談室長代理兼務
- 1996年（平成8年）
  - 9月：宮崎太陽キャピタル常務取締役
- 1998年（平成10年）
  - 9月：宮崎太陽銀行総合企画部主任部長代理
- 2000年（平成12年）
  - 6月：同行経営企画部長
- 2002年（平成14年）
  - 6月：同行執行役員経営企画部長
- 2003年（平成15年）
  - 6月：同行執行役員経営企画部長、総務部長兼務
- 2004年（平成16年）
  - 6月：同行取締役コンプライアンス統括部長
- 2005年（平成17年）
  - 7月：同行取締役監査部長
- 2008年（平成20年）
  - 6月：同行常勤監査役
- 2011年（平成23年）
  - 6月：同行専務取締役
- 2013年（平成25年）
  - 6月：同行代表取締役専務
- 2016年（平成28年）
  - 6月：同行代表取締役頭取
- 2024年（令和6年）
  - 6月：同行代表取締役会長
- 2025年（令和7年）
  - 6月：同行代表取締役会長退任

## 参考資料
- “第115期有価証券報告書” (PDF).   宮崎太陽銀行 (2016年6月27日). 2019年5月25日閲覧。